# GE ジェネシス

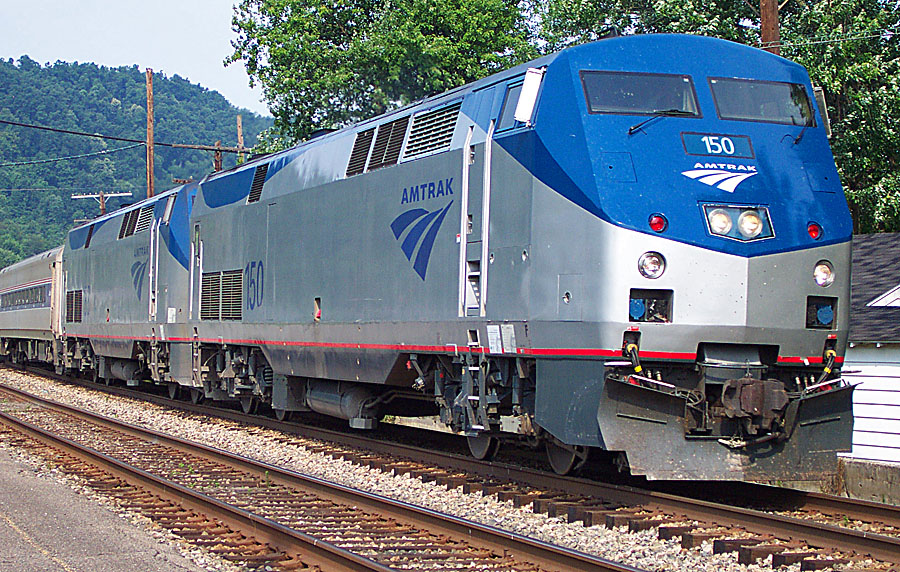
アムトラックのP42DC
前面ライト部の改修および前面強化工事がされる前の状態

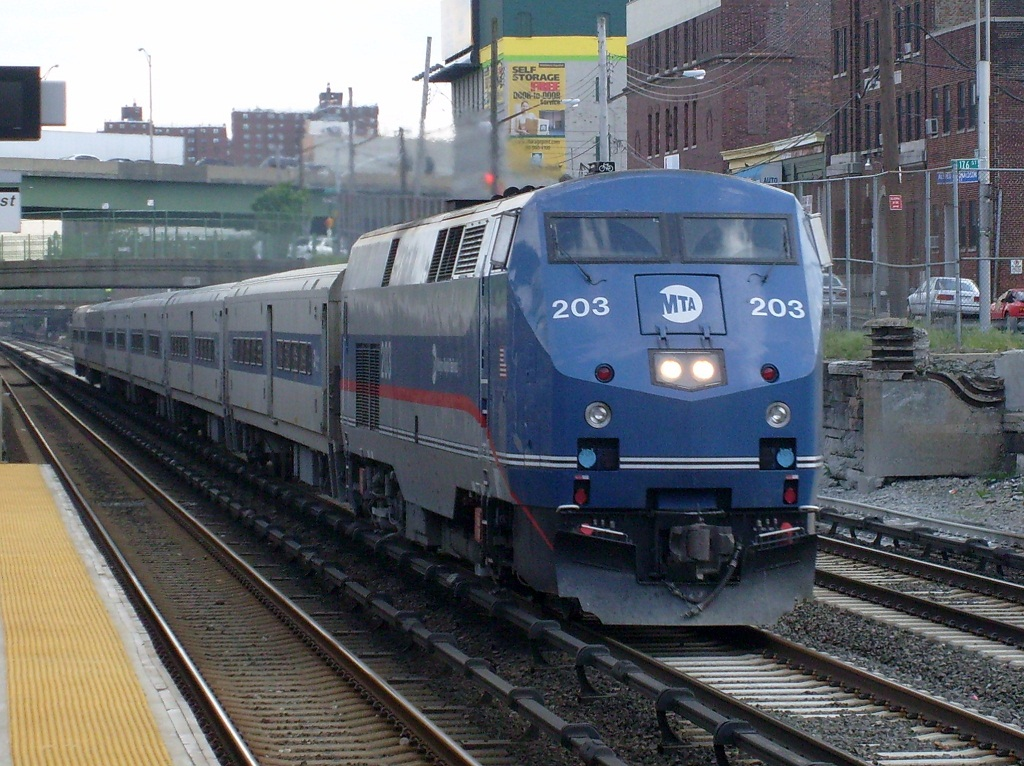
メトロノース鉄道のP32AC-DM

ジェネシス（Genesis）は、GEトランスポーテーション・システムが開発した旅客用電気式ディーゼル機関車のブランド名である。

## 概要
1992年から2001年にかけて北アメリカの3つの旅客鉄道会社、アムトラック、メトロノース鉄道、VIA鉄道に合計321両が投入された。軽量なモノコック構造で空気抵抗を考えた流線型の車体を採用し、旧式の機関車に比べて燃費の向上が図られている。

## モデル

### P40DC
ジェネシスシリーズの初代モデルである。出力は4000馬力、最高速度は時速103マイル（166km/h）。"Amtrak Monocoque Diesel 103mph"の略称からAMD-103とも呼称される。
2007年から一部車両を対象に機関出力強化工事が施工され、後継のP42DCと同じ4250馬力の出力となった。

#### 主要諸元
- 最高速度：103 mph（166 km/h）
- 車両重量：268,240ポンド (121.672 t)
- 機関：GE 7FDL16
- 気筒：16

### P42DC
初代ジェネシスの後継モデルである。出力は4250馬力となり、最高速度も時速110マイル(177km/h)に向上している。
P40DCおよびP42DCはアムトラックの非電化区間のほぼ全線で用いられ、EMD F40PH形にかわって今日のアムトラックを代表する機関車となっている。カナダのVIA鉄道では主にトロント近郊各線で用いられている。

### P32AC-DM
通常のディーゼル機関車の機能に加えて第三軌条方式集電による電気機関車として走行可能な電気・ディーゼル両用車両で、アムトラックとメトロノース鉄道が導入した。主電動機に交流モーターを採用し、出力は3,200馬力、最高速度は177km/h。
ニューヨーク・マンハッタンの中心部にあるターミナル駅のペンシルベニア駅（ペン駅）とグランド・セントラル駅は、地下トンネルの換気の問題からディーゼル列車の入線が不可能なため、非電化区間からの直通列車はトンネル区間に入る際に直流650Vの第三軌条集電に切り換えて乗り入れる。集電靴はペン駅乗り入れ用が上面接触、グランド・セントラル駅乗り入れ用が下面接触となっている。
アムトラックではイーサン・アレン・エクスプレス、レイクショア・リミテッド、アディロンダック、メープルリーフの各列車で使用されており、いずれもペン駅に乗り入れる。メトロノースではグランド・セントラル駅に乗り入れる各線で運用されている。